# Карлоу (місто)
Карлоу (англ. Carlow; ірл. Ceatharlach) — місто в Ірландії та адміністративний центр графства Карлоу.

## Назва
Назва є англізованою версією ірландського варіанту назви «Ceatharlach». Перша частина назви походить від староірландського слова «cethrae» (тварини, велика рогата худоба), також назва пов'язана зі словом «ceathar» (чотири), тобто дослівно «чотириногий». Друга ж частина назви, «lach», означає «озеро». Тому, на думку ряду дослідників, це дослівно означає «чотири озера».

## Історія
Територія сучасного міста та околиці були заселені тисячі років тому. Одним із доказів цього є Браунсхільський дольмен, збудований бл. 4000-3000 р. до н.е.
У 6 ст. Св.Комсгалл збудував в районі сучасного Карлоу монастир.
У 1207-1213 рр. було збудовано замок Карлоу.
У 1361-1374 роках місто було столицею Ірландії.
1650 року, під час нападу військ Кромвеля на Ірландію, місто було обложене англійськими військами.
1782 р. було засновано коледж Св. Патрика. А 1798 року містом прокотилося повстання, внаслідок якого було вбито бл. 600 повстанців та мирних жителів. У 1829-1833 роках побудовано перший у місті католицький собор.
Карлоу став одним із перших міст Ірандії, що отримали залізницю - вона пройшла містом ще 1846 року.
Після здобуття Ірландією незалежності, на початку 1920-х років, було визначено майбутню роль міста як центру переробки цукрових буряків.
Місто згадується у відомій ірландській пісні «Follow Me Up to Carlow», написаній наприкінці 19 ст. і присвяченій битві біля Гленмалуре у 16 столітті.

## Визначні місця
- Замок (1207-1213, частково зруйнований 1814)
- Церква Св.Марії (1727)
- Duckett's Grove (1830, руїни)
- Суд (1834)
- Мерія (1884)

## Освіта
3 інститути, 4 коледжі, академія, 2 середньо-спеціальних навчальних заклади.

## Міста-побратими
- Давенпорт
- Темпі
- Доль